# Hapoel Kfar Saba
HaPoʿel Kfar Saba (hebräisch מוֹעֲדוֹן כַּדּוּרֶגֶל הַפּוֹעֵל כְּפַר סַבָּא Mōʿadōn Kaddūregel haPōʿel Kfar Sabā, deutsch ‚Fußballclub des Arbeiters Kfar Saba‘) ist ein israelischer Fußballverein in Kfar Saba.

## Geschichte
Der Verein wurde 1928 gegründet und stieg vier Jahre nach Israels Staatsgründung erstmals in die höchste Spielklasse auf. HaPoʿel holte 1975 mit dem Gewinn des israelischen Pokals seinen ersten Titel. Dieser Erfolg konnte 1980 wiederholt werden. In der Saison 1981/1982 gewann Kfar Saba zum ersten und bisher einzigen Mal die israelische Meisterschaft. Der Meistertrainer war Dror Kashtan, der später bei anderen Vereinen zum erfolgreichsten israelischen Fußballtrainer überhaupt avancierte und heute die israelische Nationalmannschaft trainiert. Der Verein hingegen erlebte außer einem erneuten Pokalgewinn 1990 eine eher wechselhafte Geschichte mit diversen Auf- und Abstiegen. Von 2005 bis 2008 und wieder seit 2015 spielt HaPoʿel Kfar Saba in der ersten Liga.

## Erfolge
- Israelischer Meister: 1982
- Israelischer Pokalsieger: 1975, 1980, 1990

## Trainer
- Dror Kashtan (1975–1976) Jugendtrainer, (1977, 1980–1983) Trainer,

## Spieler
- Manuel Bölstler (2011–2012)